# Хејзел Парк (Мичиген)
Хејзел Парк (Мичиген) (енгл. Hazel Park) град је у америчкој савезној држави Мичиген. По попису становништва из 2010. у њему је живело 16.422 становника.

## Демографија
Према попису становништва из 2010. у граду је живело 16.422 становника, што је 2.541 (13,4%) становника мање него 2000. године.
| Група             | 2000.          | 2010.          |
| Белци             | 17.143 (90,4%) | 13.312 (81,1%) |
| Афроамериканци    | 308 (1,6%)     | 1.608 (9,8%)   |
| Азијати           | 344 (1,8%)     | 243 (1,5%)     |
| Хиспаноамериканци | 395 (2,1%)     | 446 (2,7%)     |
| Укупно            | 18.963         | 16.422         |